# Ideoroncus procerus
Ideoroncus procerus är en spindeldjursart som beskrevs av Beier 1974. Ideoroncus procerus ingår i släktet Ideoroncus och familjen Ideoroncidae. Inga underarter finns listade i Catalogue of Life.